# Ітіхара (Тіба)

35°29′53″ пн. ш. 140°6′56″ сх. д. / 35.49806° пн. ш. 140.11556° сх. д.
Ітіха́ра (яп. 市原市, いちはらし, МФА: [it͡ɕihaɾa ɕi̥]) — місто в Японії, в префектурі Тіба.

## Короткі відомості
Розташоване в західній частині префектури, на березі Токійської затоки. Виникло на основі стародавнього адміністративного центру провінції Кадзуса. Складова Токійсько-Тібського промислового району. Основою економіки є важка металургійна і хімічна промисловість, машинобудування, переробка нафти, суднобудування. Станом на 1 жовтня 2008 площа міста становила 368,20 км². Станом на 1 січня 2009 населення міста становило 279 548 осіб.

## Уродженці
- Мікамі Сьоко (* 1981) — японська футболістка та тренерка.

## Міста-побратими
- Мобіл, США (1993)